# 社山頭遺跡
社山頭遺跡（しゃざんとういせき）は、蛇山頭遺跡（じゃさんとういせき）ともいい、中国の江西省上饒市広豊区五都鎮前山村にある新石器時代後期から殷周にかけての遺跡である。台地上の遺跡で、台地の東西は約110m、南北は約100m、面積は約1.1万平方m。黄泥粘土の地質で、文化堆積層は3.3m。7層に分かれ、第1層は耕土層、第2層は約2800年前の殷周の時期、第3層は約3500年前、第4第5層は約4000年前、第6第7層は約4500年から5000年前である。社山頭遺跡は目下のところ江西省で最も埋蔵状態が良好で、出土文物の数量の多い遺跡のひとつであり、2006年に江西省文物保護単位に列せられた。
1983年に初めて発掘され、1991年と1995年にも廈門大学人類学系が前後2回にわたって発掘を進めた。3回の発掘で出土文物は2000件あまりにおよんだ。2006年に廈門大学が4回目の発掘をおこなった。
考証によると、社山頭遺跡で出土した巻沿深腹盆は、口が開いて腹部が深く外飾がありふちが突き出ている平底盆で、河南省洛陽市偃師区の二里頭遺跡の同類の器と近く、袋足束頸衝天流盉は洛陽の矬李遺跡の同類の器と特徴が一致しており、当時の二里頭文化の影響がこの地に到達していた証拠とみなされている。

## 画像
- 遺跡全景
- 遺跡南
- 遺跡上
- 遺跡上